# Eric Kabongo
Pour les articles homonymes, voir Kabongo.
Eric Kabongo, né le 21 mai 1984 à Kinshasa, au Zaïre, est un acteur et rappeur belge.

## Biographie
Eric Kabongo est né au  Zaïre, pays devenu République démocratique du Congo depuis 1997. À l'âge de 13 ans, il déménage à Waregem en Belgique. Il commence sa carrière dans la musique, à 18 ans, sous le pseudonyme Krazy E. Confronté à la difficulté de promouvoir son travail, il fait ses débuts derrière la caméra en réalisant le clip vidéo pour son single Trop parler peut tuer.
En 2014, un documentaire lui est consacré What about Eric?, réalisé par Lennart Stuyck et Ruben Vermeersch, récompensé du "Best Belgian Documentary" (meilleur documentaire belge) au Festival international du film documentaire Docville et du "Best Flemish Documentary" (meilleur documentaire flamand) au Festival du film d'Ostende. Plusieurs projections ont eu lieu dans les festivals internationaux de Cologne et Toronto notamment.
En 2015, il joue dans Black d'Adil El Arbi et Bilall Fallah. Film pour lequel il réalise aussi la bande son originale intitulée Black on Black.
En 2016, il interprète le rôle principal (Diallo Makabouri), un réfugié nigérian accueilli dans une famille allemande, dans le film allemand Bienvenue chez les Hartmann de Simon Verhoeven. Il est ainsi le partenaire de  grands noms du cinéma allemand : Heiner Lauterbach et Senta Berger. Son rôle lui vaut un Bambi d'interprétation. Pour les besoins de ce film il apprend l'allemand et interprète deux chansons intitulées "Fire that Gun" et "Why try".
En 2016, il joue dans 7 épisodes de la 4ème saison de la série belge VRT Ketnet D5R Il y interprète "Sacha", le grand frère du personnage principal Vincent incarné par Thijs J. Antonneau.

## Filmographie

### Cinéma

#### Longs métrages
- 2013 : Le Cinquième Pouvoir (The Fifth Estate) de Bill Condon : un passager du train
- 2013 : Mannenharten de Mark de Cloe : un invité VIP
- 2014 : La French de Cédric Jimenez : Jairzinho
- 2015 : Black d'Adil El Arbi et Bilall Fallah : Krazy-E
- 2016 : Bienvenue chez les Hartmann de Simon Verhoeven : Diallo Makabouri
- 2018 : Troisièmes noces de David Lambert : Philippe
- 2019 : Sawah de Adolf El Assal : Daniel
- 2020 : La Terre et le Sang de Julien Leclercq : Yao

#### Court métrage
- 2018 : Kaniama Show de Baloji Tshiani : Johny Ipupa

### Documentaire
- 2014 : What about Eric ? de Lennart Stuyck et Ruben Vermeersch

### Télévision

#### Séries télévisées
- 2013 : Achter gesloten deuren de Sarah Denoo : Bryan
- 2015 : Buurtpolitie
- 2016 : VRT Ketnet D5R, saison 4, 7 épisodes de Wim De Smet : Sacha

## Théâtre

### Comédien
- 2017 : Futur simple de Stephan Vanfleteren et Koen Vidal, mise en scène Stef De Paepe

## Discographie
- 2007 : U Know Wut’s Up?
- 2010 : Trop parler peut tuer
- 2011 : Why Try[5]
- 2012 : Bigger Than Us[6]
- 2014 : Sometimes
- 2014 : What about Eric ?
- 2015 : Black on Black
- 2016 : Fire That Gun

## Distinctions
- 2017 : Bambi d'interprétation aux prix Bambi, pour Bienvenue chez les Hartmann de Simon Verhoeven